# Партия труда (Индонезия)
Не следует путать с Партией труда Индонезии
Па́ртия труда́ (индон. Partai Buruh) — политическая партия Индонезии. Была основана 25 декабря 1949 года группой членов Партии труда Индонезии, несогласных со слиянием этой партии с Коммунистической партией Индонезии.
Партия имела влияние и поддержку в профсоюзах и министерстве труда. Искандар Теджасукмана (индон. Iskandar Tedjasukmana), председатель политбюро партии с 1951 по 1956 годы, занимал пост заместителя министра труда в правительствах Сукимана, Вилопо и Бухрануддина Харахапа.
Официальной идеологией партии считался марксизм, но на практике партия часто выступала с позицией национализма. В руководстве партии были разногласия между лидерами, выступающими с «оппозиционных» позиций и стремящимися к союзу с Мурбой и Индонезийской национальной партией и группой, выступающей за союз с Социалистической партией Индонезии.
На выборах в Совет народных представителей в 1950 году партия завоевала 7 из 236 мест . В 1951 году, по заявлениям руководства самой партии, в ней состояло около 60 000 членов. В марте 1951 года партия вступила в Консультативную группу политических партий.
В 1952 году профсоюзные лидеры, связанные с Партией труда, основали профцентр Himpunan Serikat-Serikat Buruh Indonesia, его лидером стал член партии А. М. Фатах (индон. A.M.Fatah).
На парламентских выборах 1955 года партия получила 224 167 голосов (0,6 %) и два места в парламенте. После выборов партия вступила во Фракцию сторонников прокламации.